# Akarnán
Akarnán (řecky Ἀκαρνάν, latinsky Acarnan) je v řecké mytologii syn Alkmaióna z Argu a jeho druhé manželky Kallirhoé.
Akarnánův děd Amfiaráos byl věštec a jeden z vůdců ve válce Sedmi proti Thébám. Jeho otec Alkmaión zase vedl vojska Epigonů, kteří Théby dobyli a pobořili. Nepěknou účast v obou válkách sehrála Alkmaiónova matka Erifýlé, která v první i druhé válce se nechala podplatit Thébany, aby svého muže a své syny poslala do války. Za tuto zradu dostala cenné dary - plášť a náhrdelník z dědictví po Harmonii, manželce zakladatele Théb Kadma.
Když se Alkmaión se svými bratry vrátil z války, splnili otcovo přání a matku za její zradu zabili. Alkmaióna trýznily Erínye, musel odejít z Argu a v cizí zemi se oženil s Arsinoé. Jí daroval obě vzácnosti, ale sám musel opět dál do světa a stalo se, že se oženil podruhé, s Kallirhoé. Alkmaión to tajil, od Arsinoé chtěl oba vzácné dary zpět, pak se vše prozradilo a tchán Fégeus nechal Alkmaióna zavraždit.
Když se to dozvěděla Kallirhoé, prosila bohy o pomoc a Zeus na její přání nechal její maličké syny Akarnána a Amfotera rychle vyrůst v silné muže. Bůh jí vyhověl a chlapci během jediné noci vyrostli v dospělé muže. Odešli do Fégeova království a zabili jej i jeho dva syny.
Akarnán i jeho bratr se poté prý odstěhovali až na západní pobřeží Řecka, do země, která byla později nazvána Akarnánií.